# Mysterium
 För andra betydelser, se Mysticism.
Mysterium (av grekiska μυστήριον/mysterion) är ett ord som framkommer 27 gånger i Nya testamentet och används inom östkyrkan för att hänvisa till vad västkyrkan för närvarande kallar sakrament eller sakramentalier. Numera används termen mysterium också som en synonym till gåta.

## Historik
I den tidiga kyrkan hölls de dolda från hedningarna. Sedan dess har dock sekretessen gradvis lättats. Det östortodoxa kristna livet är centrerat i mysteriet om inkarnationen.
Sakramentens antal har aldrig behandlats av något ekumeniskt kyrkomöte inom de ortodoxa kyrkorna, och det finns därför inte något officiellt fastställt antal för de ortodoxa sakramenten. Dopet och eukaristin är de två viktigaste. Grekiska hjälpmedel för folkundervisningen under osmansk tid lägger till dessa myronsmörjelsen (som motsvarar konfirmationen), bikten, äktenskapet, ordinationen och de sjukas smörjelse, men den inflytelserike kyrkofadern Thodoros Studiten på 800-talet, menade att även klosterlöftena och begravningsgudstjänsten kunde räknas till sakramenten, vilket John Meyendorff påpekar i Bysantinsk teologi - Historik och lära (Skellefteå 1995).

## Nutida användning
Termen mysterium har åtminstone sedan 1900-talets början också använts för att beteckna en sorts berättelse, där slutet är oklart och en stor del av dess poäng ligger i att slutet är en överraskning för läsaren. Termen hänger nära samman med uppkomsten av detektivromanen, där Edgar Allan Poe spelade en stor roll. Ibland kallas kriminalromaner till och med mordmysterier. Lösningen på mysteriet bygger ofta på ledtrådar, som tillsammans pekar mot en rätt förklaring.